# Horodkivka, Drohobîci
Horodkivka (în ucraineană Городківка) este un sat în comuna Litînea din raionul Drohobîci, regiunea Liov, Ucraina.

## Demografie
Componența lingvistică a localității Horodkivka
     Ucraineană (100%)
Conform recensământului din 2001, toată populația localității Horodkivka era vorbitoare de ucraineană (100%).